# Hermann Weyeneth

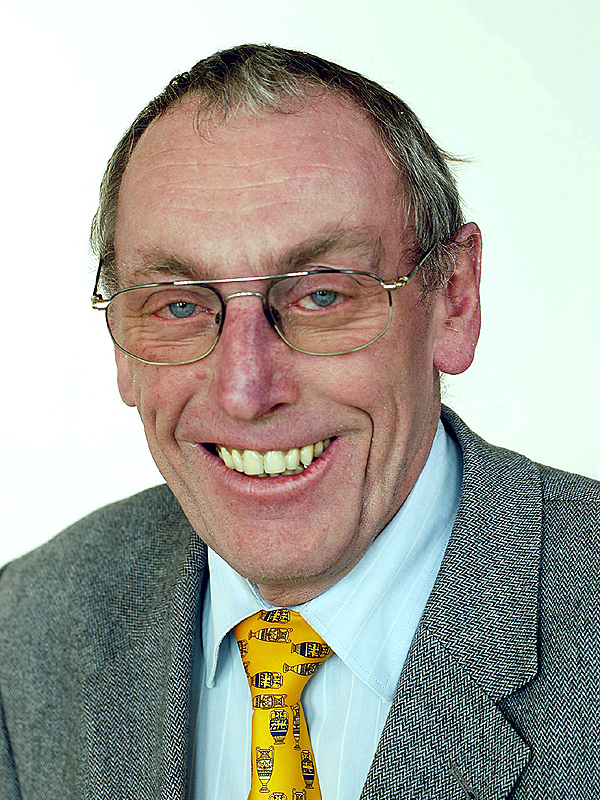
Hermann Weyeneth (2007)

Hermann Weyeneth (* 26. Juli 1943 in Bern; heimatberechtigt in Lüterkofen-Ichertswil und Nennigkofen) ist ein Schweizer Landwirt und Politiker (SVP).

## Leben
Hermann Weyeneth wurde als das zweite von drei Kindern am 26. Juli 1943 in Bern geboren. Die Eltern sind Hermann Weyeneth von Nennigkofen und Käthi Weyeneth geb. Geiser von Langenthal. 1959 bis 1960 besuchte er die landwirtschaftliche Schule in Marcelin bei Morges. 1960 bis 1962 machte er eine Landwirtschaftslehre in Bangerten. 1961 bis 1963 ging er zur Fachschule und absolvierte dort Winterkurse. Diese Schule beendete er mit einem Diplom. 1963 bis 1966 ging er in die Rekrutenschule, später in die Offiziersschule. Seinen Militärdienst beendete er als Kompaniekommandant im Rang eines Hauptmanns. 1966 bis 1967 ging er auf die Handelsschule in Bern.
1970 bestand er die Berufsprüfung und erhielt das Fähigkeitszeugnis. 1972 heiratete Annemarie Marthaler. Aus der Ehe gingen vier Kinder hervor: zwei Söhne und zwei Töchter. 1975 absolvierte er die Meisterprüfung und schloss mit dem Diplom ab. 1970 pachtete er den elterlichen Hof und übernahm ihn 1982 als Eigentümer. Weyeneth war bis 1999 Landwirt in Jegenstorf. In diesem Jahr hat sein ältester Sohn David den Hof übernommen. Weyeneth arbeitet seither als freischaffender Unternehmer in Wirtschaft und Politik. 2000 verstarb seine Frau.

## Politik
1963 trat er der Bauern-, Gewerbe- und Bürgerpartei bei, die später zur Schweizerischen Volkspartei wurde. 1978 bis 1981 war er Gemeinderat in Jegenstorf und 1982 bis 1985 Gemeindepräsident. 1979 bis 1994 war er Mitglied im Grossen Rat und dort war er von 1982 bis 1990 in der Staatswirtschaftskommission. 1990 bis 1993 war er Präsident der Finanzkommission. 1994 wurde er in den Nationalrat gewählt. Dort war er Mitglied der Finanzkommission (FK), der Parlamentarischen Untersuchungskommission über die Pensionskasse des Bundes und der Staatspolitischen Kommission (SPK). Von 2000 bis 2006 war er Präsident der SVP des Kantons Bern. 2002 und 2003 war er Präsident der Sonderkommission für den Neuen Finanzausgleich. 2007 trat er nicht mehr zur Wiederwahl an. Von 1998 bis 2013 war Weyeneth Präsident der Stiftung Schloss Jegenstorf.